# Kanae Yamabe
Pour les articles homonymes, voir Yamabe.
Kanae Yamabe est une judokate japonaise née le 22 septembre 1990 à Sapporo.

## Biographie

### Carrière
Elle a remporté sa première Coupe du monde à Oberwart en 2013, le Grand Chelem à Paris en 2014 et le bronze mondial en 2015 à Astana.
Elle a remporté une médaille de bronze en plus de 78 kg aux Jeux olympiques d'été de 2016 à Rio de Janeiro.

## Palmarès
| Année | Compétition                         | Lieu | Résultat | Catégorie     |
| ----- | ----------------------------------- | ---- | -------- | ------------- |
| 2009  | Belgian Ladies Open Arlon           |      | 3e       | Plus de 78 kg |
| 2009  | Top Junior Tour U20 Lyon            |      | 2e       | Plus de 78 kg |
| 2009  | FISU Universiade Belgrade           |      | 2e       | Plus de 78 kg |
| 2009  | Championnats du Monde Juniors Paris |      | 3e       | Plus de 78 kg |
| 2010  | Coupe du monde Sofia                |      | 3e       | Plus de 78 kg |
| 2010  | Championnats du Japon Fukuoka       |      | 3e       | Plus de 78 kg |
| 2010  | Grand Prix Tunis                    |      | 5e       | Plus de 78 kg |
| 2010  | Coupe Kodokan Chiba                 |      | 1er      | Plus de 78 kg |
| 2010  | Coupe du monde IJF Corée Suwon      |      | 2e       | Plus de 78 kg |
| 2010  | Grand Chelem Tokyo                  |      | 3e       | Plus de 78 kg |

Source :JudoInside.com